# The Second Time
The Second Time är Kim Wildes totalt sett tionde singel, men däremot hennes första singel hos MCA Records. Den är skriven av Marty Wilde samt Ricki Wilde och finns med på hennes fjärde album Teases & Dares. 
Efter bytet till MCA från RAK hade Wilde återigen nått världstopplistorna. The Second Time släpptes internationellt men under namnet "Go For It" i USA. B-sidan "Lovers On A Beach" fanns dock inte med på studioalbumet.

## Listplaceringar
| Länder (1984)  | Topplaceringar |
| -------------- | -------------- |
| Storbritannien | 29             |
| US Billboard   | 65             |
| Danmark        | 9              |
| Tyskland       | 9              |
| Schweiz        | 7              |
| Nederländerna  | 24             |
| Österrike      | 23             |